# Schashagen
Schashagen – miejscowość i gmina w Niemczech w kraju związkowym Szlezwik-Holsztyn, w powiecie Ostholstein, wchodzi w skład urzędu Ostholstein-Mitte.

## Współpraca
Miejscowości partnerskie:
- Merkendorf, Austria (kontakty utrzymuje dzielnica Merkendorf)
- Merkendorf, Bawaria (kontakty utrzymuje dzielnica Merkendorf)
- Merkendorf – dzielnica gminy Itzgrund, Bawaria (kontakty utrzymuje dzielnica Merkendorf)
- Merkendorf – dzielnica gminy Memmelsdorf, Szlezwik-Holsztyn (kontakty utrzymuje dzielnica Merkendorf)
- Merkendorf, Turyngia (kontakty utrzymuje dzielnica Merkendorf)